# Telamonia dimidiata
Telamonia dimidiata là một loài nhện trong họ Salticidae.
Loài này thuộc chi Telamonia. Telamonia dimidiata được Eugène Simon miêu tả năm 1899.
Loài nhện này được tìm thấy trong các khu rừng mưa nhiệt đới châu Á khác nhau, trong tán lá trong môi trường nhiều cây cối.
Nhện cái có thể đạt chiều dài cơ thể 9–11 mm, nhện đực có thể đạt chiều dài 8–9 mm. Nhện cái có màu hơi vàng sáng, với đầu rất trắng và các vòng xuyến đỏ xung quanh các vòng đen hẹp quanh mắt. Hai sọc màu đỏ tươi dọc có mặt trên lưng. Nhện đực có màu rất sẫm, với những mảng màu trắng, và lông màu đỏ xung quanh mắt. Chúng xuất hiện ở Singapore, Indonesia, Pakistan, Iran, Ấn Độ và Bhutan. T. dimidiata là không có nọc độc và không tạo ra độc tố đến mức nguy hiểm đối với con người.

## Hình ảnh

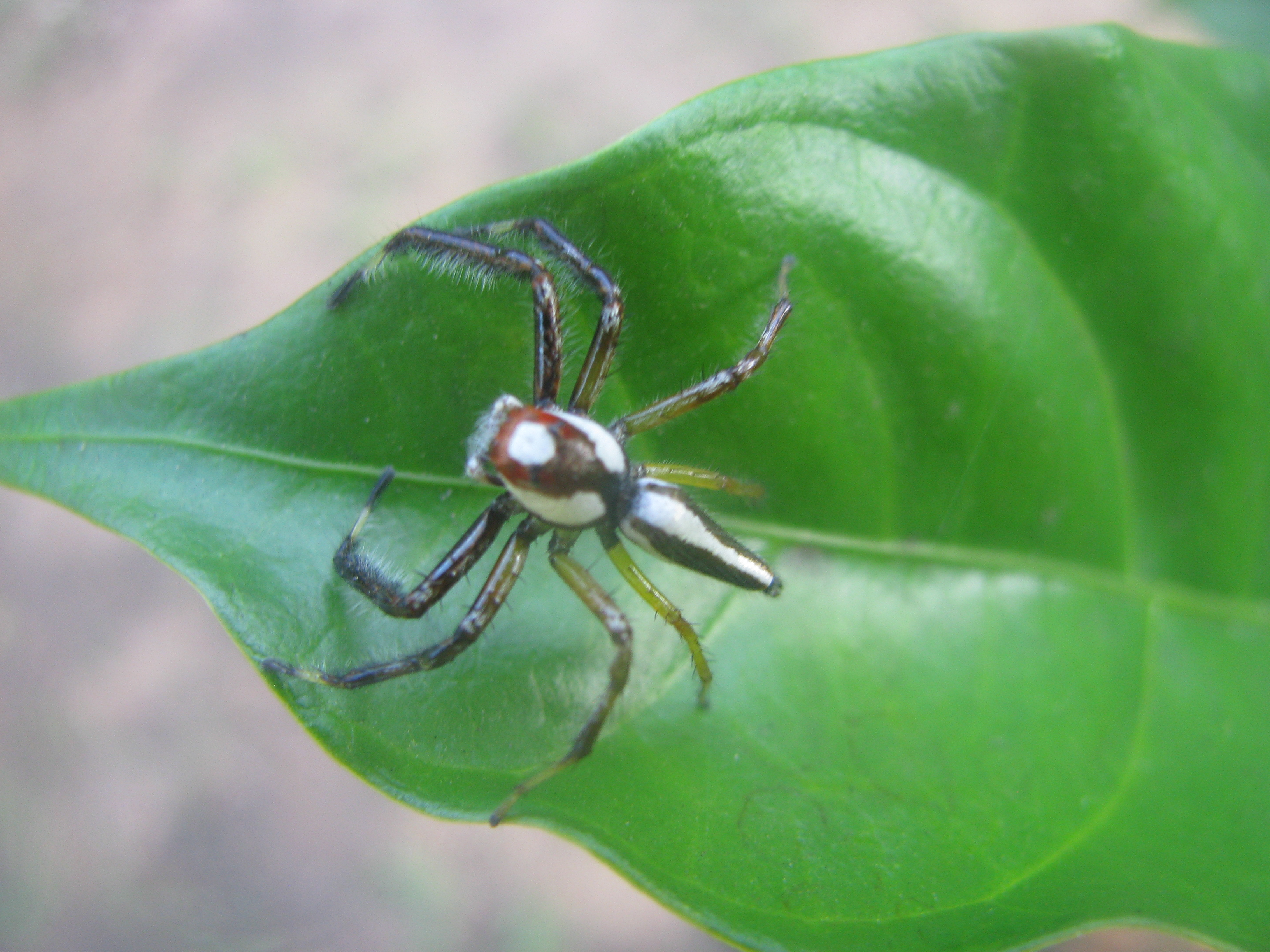
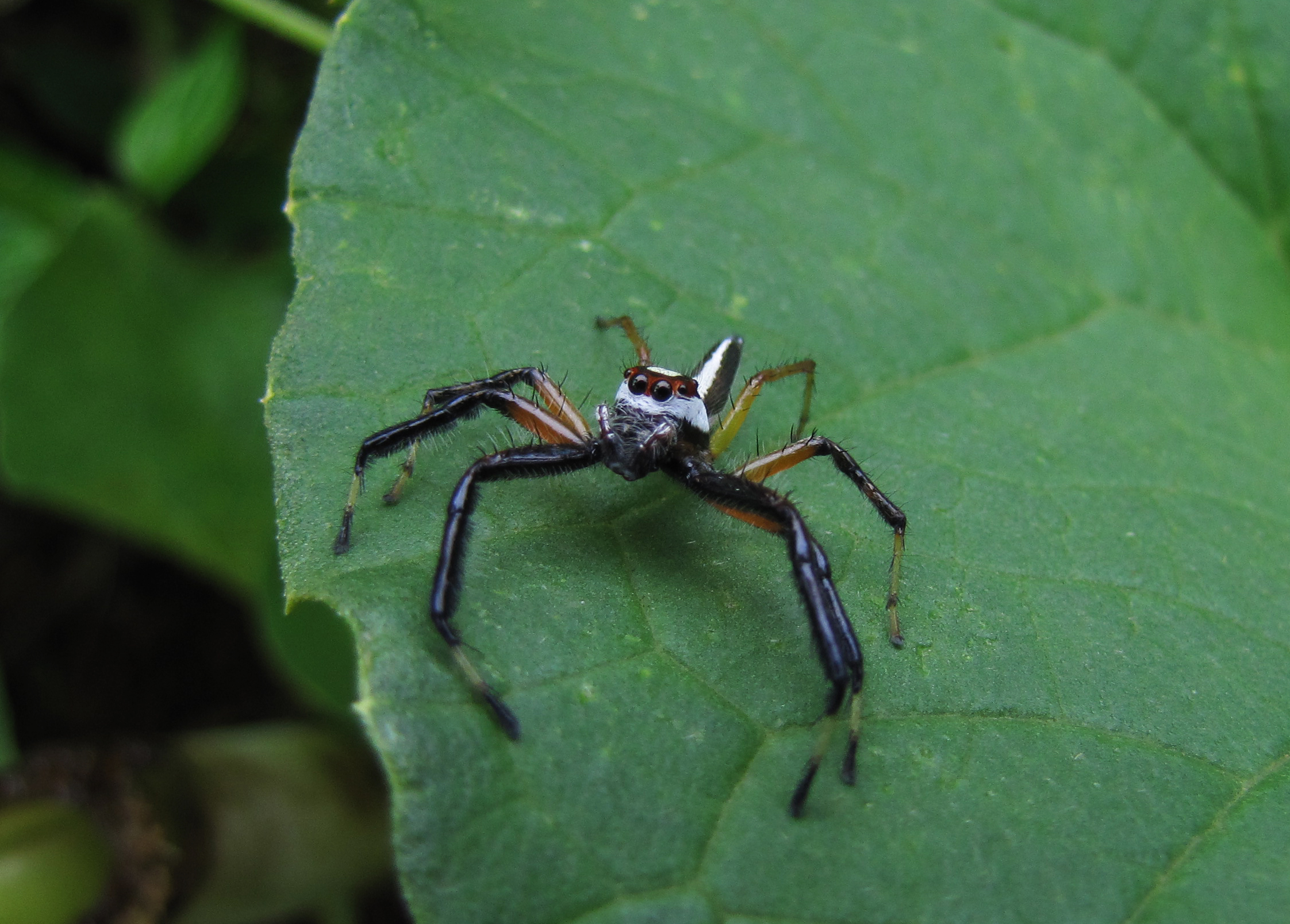
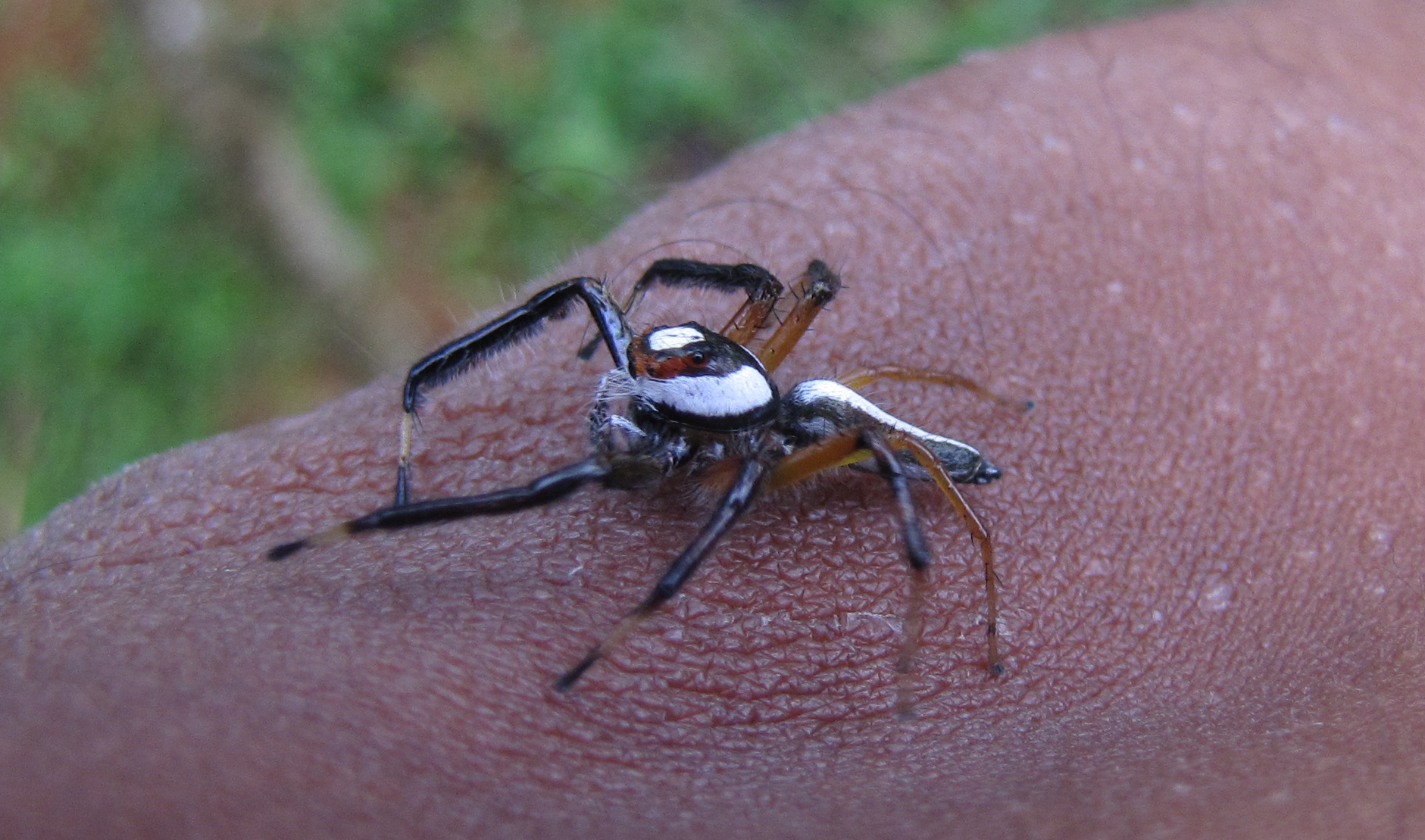